# لافن
لافن (به لاتین: Laufen) یک بخش در سوئیس است که در کانتون بازل-لاندشافت واقع شده‌است. لافن ۵٬۱۷۲ نفر جمعیت دارد.

## خواهرخوانده
شهر لاوفن، آلمان خواهرخواندهٔ لافن هست.